# Manuel Hernández García (escultor)
Manuel Hernández García (f. 1874) fue un escultor español.

## Biografía
Natural de las Islas Canarias, fue discípulo de José Luján Pérez, y en la exposición pública que se celebró en el archipiélago en 1862 fue premiado con medalla de plata. En aquel certamen, figuraron, de su mano, El Señor en la columna, El Niño Jesús, Jesús Nazareno y el Cirineo, Una Dolorosa, Cristo, la Virgen, San Juan y la Magdalena, Cristo crucificado, San Juan Bautista, La Virgen del Carmen (tamaño natural) y otros varios trabajos, repetición de los anteriores. También figuraron obras suyas en la exposición iniciada por el Gabinete Literario en 1853.
Falleció en Las Palmas de Gran Canaria el 30 de septiembre de 1874.